# Lạc tiên Molucca
Lạc tiên Molucca, tên khoa học Passiflora moluccana, là một loài thực vật có hoa trong họ Lạc tiên. Loài này được Reinw. ex Blume mô tả khoa học đầu tiên năm 1826.